# Per Svensson (skådespelare)
Per Ture Mikael Svensson, född 19 juni 1965 i Karlshamn, är en svensk skådespelare.
Per Svensson studerade vid Teaterhögskolan i Stockholm 1991–1994. Svensson tillhör Dramatens fasta ensemble. Han har medverkat i olika filmer och TV-serier, men också varit med i bl.a. Robert Gustafssons 25-årsjubileumsrevy.

## Filmografi i urval
- 1996 – Anna Holt – Polis (TV-serie)
- 1996 – Juloratoriet
- 1998 – Kvinnan i det låsta rummet (TV-serie)
- 1998–2004 – c/o Segemyhr (TV-serie)
- 1998 – Pip-Larssons (TV-serie)
- 2001 – Sprängaren
- 2002 – Alla älskar Alice
- 2002 – Suxxess
- 2002 – Olivia Twist (TV-serie)
- 2002 – Beck – Pojken i glaskulan
- 2003 – Håkan Bråkan (TV-serie)
- 2004 – Abba: Our Last Video Ever
- 2004 – Håkan Bråkan & Josef
- 2006 – Nisse Hults historiska snedsteg (TV-serie)
- 2007 – Räkna med skägg
- 2007 – Ett gott parti (TV-serie)
- 2007 – August (TV-serie)
- 2009 – Kenny Begins
- 2010 – Hotell Gyllene Knorren (TV-serie)
- 2011 – Smurfarna (svensk dubbning)
- 2011 – Nalle Puhs film – Nya äventyr i Sjumilaskogen (svensk dubbning)
- 2012 – Sam tar över (TV-serie)
- 2013 – En pilgrims död
- 2013–2017 – Fröken Frimans krig (TV-serie)
- 2014–2015 – Welcome to Sweden (TV-serie)
- 2014 – Den fjärde mannen (TV-serie)
- 2015 – Cirkeln
- 2016–2019 – Finaste familjen (TV-serie)
- 2018 – Den döende detektiven (TV-serie)
- 2018 – Christoffer Robin & Nalle Puh (svensk dubbning)
- 2020 – Mirakel (TV-serie)
- 2023 – Tore (TV-serie)
- 2025 – Tidstjuven (TV-serie)

## Teater

### Roller (ej komplett)
| År   | Roll                                                                    | Produktion                                                                                                   | Regi                  | Teater                                        |
| ---- | ----------------------------------------------------------------------- | --- | --------------------- | --------------------------------------------- |
| 2000 | Snits, finsnickare                                                      | En midsommarnattsdröm (A Midsummer Night's Dream) William Shakespeare                                        | John Caird            | Dramaten                                      |
| 2001 | Volpe Räv Åsnan                                                         | Pinocchio Carlo Collodi                                                                                      | Agneta Ehrensvärd     | Dramaten                                      |
| 2003 | Räkan/Hummern Pingstliljan Konduktören Julsländan Klumpedumpe Fårsteken | Alice i Underlandet (Alice's Adventures in Wonderland) Lewis Carroll, Lucas Svensson och Ole Anders Tandberg | Ole Anders Tandberg   | Dramaten                                      |
| 2007 | Adam                                                                    | Blottare och parasiter Lucas Svensson                                                                        | Ole Anders Tandberg   | Dramaten                                      |
| 2008 | Fader Shandy                                                            | Lögn i helvete (The Lying Kind) Anthony Neilson                                                              | Lars Amble            | Vasateatern, senare flyttad till Chinateatern |
| 2009 | Fotbollskille                                                           | Svensson, Svensson på semester Tomas Tivemark, Michael Hjorth och Johan Kindblom                             | Leif Lindblom         | Krusenstiernska gården                        |
| 2009 | Mäster Jaques                                                           | Den girige (L'Avare) Molière                                                                                 | Gösta Ekman           | Dramaten                                      |
| 2010 | Gösta Lagberg                                                           | Zpanska flugan (Die spanische Fliege) Franz Arnold och Ernst Bach                                            | Leif Lindblom         | Krusenstiernska gården                        |
| 2010 | Medverkande                                                             | Robert Gustafsson - 25 års jubileum                                                                          |                       | Rondo, Göteborg Amiralen Cirkus, Stockholm    |
| 2015 | Hjalmar Ekdal                                                           | Vildanden Henrik Ibsen                                                                                       | Anna Pettersson       | Dramaten                                      |
| 2015 | Carl                                                                    | Marodörer Hannes Meidal och Jens Ohlin                                                                       | Jens Ohlin            | Dramaten                                      |
| 2016 | Mäster Jaques                                                           | Den girige (L'Avare ou l'École du mensonge) Molière                                                          | Gösta Ekman           | Dramaten                                      |
| 2016 | Terapeuten                                                              | Rakt ner i fickan (Cash on delivery) Michael Cooney                                                          | Edward af Sillén      | Krusenstiernska gården                        |
| 2016 |                                                                         | Improvisation på slottet Andreas T. Olsson                                                                   | Andreas T. Olsson     | Dramaten                                      |
| 2016 | Julian Marx                                                             | Bullets over Broadway Woody Allen                                                                            | Emma Bucht            | Göta Lejon                                    |
| 2017 | Valdemar Berner                                                         | Flaggan i topp (Hurra, ein Junge) Franz Arnold och Ernst Bach                                                | Adde Malmberg         | Krusenstiernska gården                        |
| 2017 | Alexei Karenin                                                          | Anna Karenina (Анна Каренина) Lev Tolstoj                                                                    | Tobias Theorell       | Dramaten                                      |
| 2018 | Geoffrey Thornton                                                       | Påklädaren (The Dresser) Ronald Harwood                                                                      | Eva Dahlman           | Dramaten                                      |
| 2019 | Vålnaden Andre skådespelaren                                            | Hamlet William Shakespeare                                                                                   | Sofia Adrian Jupither | Dramaten                                      |
| 2019 | Lucky                                                                   | I väntan på Godot (En attendant Godot) Samuel Beckett                                                        | Karl Dunér            | Dramaten                                      |
| 2020 | Medverkande                                                             | Liv Strömquist tänker på sig själv Liv Strömquist och Ada Berger                                             | Ada Berger            | Dramaten                                      |
| 2021 |                                                                         | Den yttersta minuten Mattias Andersson                                                                       | Mattias Andersson     | Dramaten                                      |
| 2021 | Medverkande                                                             | Liv Strömqvist tänker på sig själv Liv Strömquist och Ada Berger                                             | Ada Berger            | Dramaten                                      |
| 2021 | Ilja                                                                    | Måsen (Чайка, Tjajka) Anton Tjechov                                                                          | Lyndsey Turner        | Dramaten                                      |
| 2022 | Kristin                                                                 | Fröken Julie August Strindberg och Marie-Louise Ekman                                                        | Marie-Louise Ekman    | Dramaten                                      |
| 2022 | Dåren                                                                   | (Macbeth) Hannes Meidal och Jens Ohlin                                                                       | Jens Ohlin            | Dramaten                                      |
| 2022 | Torvald                                                                 | Ett dockhem (Et Dukkehjem) Henrik Ibsen                                                                      | Anna Pettersson       | Dramaten                                      |
| 2024 | Birger Berggren                                                         | Oj då! … en till?! (One For the Pot) Ray Cooney och Tony Hilton                                              | Edward af Sillén      | Krusenstiernska gården                        |

## Priser och utmärkelser
- Gösta Ekman-stipendiet,  2014
- Gunn Wållgren-stipendiet,  2022

[Redigera Wikidata]